# Нитрид протактиния
Нитрид протактиния — бинарное неорганическое соединение
протактиния и азота
с формулой PaN,
кристаллы.

## Получение
- Реакция металлического протактиния и азота [1]:

{\displaystyle {\mathsf {2Pa+N_{2}\ {\xrightarrow {1100^{o}C}}\ 2PaN}}}

## Физические свойства
Нитрид протактиния образует кристаллы
кубической сингонии,
пространственная группа F m3m,
параметры ячейки a = 0,5047 нм, Z = 4,
структура типа хлорида натрия NaCl
.
Нитрид протактиния стабилен в вакууме до температуры 1727°С, а в азотной атмосфере до 2227°С.